# Salim-Suleiman
Salim-Suleiman (inaczej: Salim-Sulaiman) – indyjski duet braci Merchant, którzy komponują muzykę do bollywoodzkich filmów. 5 nagród, 2 nominacje (za Ab Tak Chhappan, Dhoomi Krrish. Znani też z muzyki do Chak de India, Hum Tum itd.

## Filmografia
1. Teen Patti (2009) (w produkcji)
2. Roadside Romeo (2008) (w produkcji)
3. Aashayein (2008) (w produkcji)
4. Bombay to Bangkok (2008)
5. Chak de India (2007)
6. Chain Kulii Ki Main Kulii (2007)
7. Tara Rum Pum (2007)
8. Namastey London (2007)
9. W kółko (2006)
10. Dhoom 2 (2006)
11. Dor (2006)
12. Naksha (2006)
13. Krrish (2006)
14. Fanaa (2006)
15. Darna Zaroori Hai (2006)
16. 36 China Town (2006)
17. Pyare Mohan (2006)
18. Fight Club: Members Only (2006)
19. Mere Jeevan Saathi (2006)
20. Przyjaźń na zawsze (2005)
21. Vaah! Life Ho Toh Aisi! (2005)
22. Neal ’n’ Nikki (2005)
23. Being Cyrus (2005)
24. Salaam Namaste (2005)
25. Iqbal (2005)
26. No Entry (2005)
27. Deszcz (2005)
28. Maine Pyaar Kyun Kiya? (2005)
29. Naina (2005)
30. Czas zguby (2005)
31. Vaada (2005)
32. Aitraaz (2004)
33. Dhoom (2004)
34. Shock (2004)
35. Mujhse Shaadi Karogi (2004)
36. Hyderabad Blues 2 (2004)
37. Hum Tum (2004)
38. Ab Tak Chhappan (2004)
39. Agni Pankh (2004)
40. Fun2shh... Dudes in the 10th Century (2003)
41. Gate to Heaven (2003)
42. Matrubhoomi: A Nation Without Women (2003)
43. Darna Mana Hai (2003)
44. Kahan Ho Tum (2003)
45. Qayamat: City Under Threat (2003)
46. 3 Deewarein (3 Walls) (2003)
47. Duch (2003)
48. Moksha: Salvation (2001)
49. Ghaath (2000)
50. Pyaar Mein Kabhi Kabhi (1999)
51. Hamesha (1997)